# Comté de Franklin (New York)
Pour les articles homonymes, voir Comté de Franklin.
Le comté de Franklin (en anglais : Franklin County) est l'un des 62 comtés de l'État de New York, aux États-Unis. Le siège de comté est Malone.

## Géographie
Ce comté est limitrophe de la province de Québec, à la frontière entre le Canada et les États-Unis.

## Population
| Groupe            | Comté de Franklin | New York | États-Unis |
| ----------------- | ----------------- | -------- | ---------- |
| Blancs            | 84,2              | 66,8     | 72,4       |
| Amérindiens       | 7,4               | 0,6      | 0,9        |
| Afro-Américains   | 6,1               | 15,9     | 12,6       |
| Métis             | 1,2               | 3,0      | 2,9        |
| Autres            | 0,8               | 7,5      | 6,4        |
| Asiatiques        | 0,4               | 7,3      | 4,8        |
| Total             | 100               | 100      | 100        |
|                   |                   |          |            |
| Latino-Américains | 2,9               | 17,6     | 16,7       |

Selon l'American Community Survey, pour la période 2011-2015, 92,97 % de la population âgée de plus de 5 ans déclare parler l'anglais à la maison, 2,85 % déclare parler l'espagnol, 1,32 % une langue amérindienne (principalement des langues iroquoiennes), 0,93 % le français et 1,93 % une autre langue.
La population amérindienne est majoritairement composée d'Iroquois (6,1 % de la population du comté).
La population hispanique et latino est majoritaire d'origine portoricaine, les Portoricains représentant 1,4 % de la population du comté.